# Federación de baloncesto de Polonia
La PZKosz (por sus siglas en polaco Polski Związek Koszykówki) es el organismo que rige las competiciones de clubes y la Selección nacional de Polonia. Pertenece a la asociación continental FIBA Europa.

## Registros
- 380 Clubes Registrados.
- 390 Jugadoras Autorizadas
- 900 Jugadores Autorizados
- 11000 Jugadores NoAutorizados